# Lasiomma multisetosa
Lasiomma multisetosa är en tvåvingeart som först beskrevs av Ringdahl 1926.  Lasiomma multisetosa ingår i släktet Lasiomma och familjen blomsterflugor. Inga underarter finns listade i Catalogue of Life.